# Terapia familiar
La terapia familiar o terapia familiar sistémica aborda los problemas generados en el contexto de las relaciones familiares o con personas significativas en la vida de las personas. Se trata de un reconocido enfoque psicoterapéutico dirigido principalmente al sistema familiar como unidad social, basado en la Teoría General de Sistemas enunciada por Bertalanffy.

## Introducción
La terapia familiar es una disciplina terapéutica que aborda la intervención y el tratamiento de la familia en su conjunto. Desde el punto de vista sistémico, se suele utilizar el término terapia familiar y de pareja, en tanto se entiende que el objeto de intervención son los sistemas y subsistemas familiares. La terapia familiar se puede desarrollar desde diferentes ámbitos, como el de la psicoterapia (ejercida exclusivamente por psicólogos, psiquiatras y trabajadores sociales clínicos), el de la terapia psicoeducativa o pedagógica, que se basa en cambios conductuales a través de la educación en valores y mejora de habilidades relacionales (ejercida por psicólogos, trabajadores sociales, mediadores, educadores sociales, etc.).
Existen muy diferentes corrientes dentro de la terapia familiar sistémica:
- Escuela de Milán: Mara Selvini Palazzoli, Giuliana Prata, Stefano Cirilo, Anna María Sorrentino, Matteo Selvini, Luiggi Boscolo, Gianfranco Cecchin
- Escuela de Palo Alto (MRI): Paul Watzlawick, Don D. Jackson, Gregory Bateson , Janet Beavin Bavelas, Virginia Satir, Karin Schlanger
- Escuela estructural: Salvador Minuchin, Braulio Montalvo, Bernice Rosman, Patricia Pittluck Minuchin, H Charles Fishman, Jorge Colapinto
- Escuela estratégica: Jay Haley, Cloé Madanes, Madeleine Richeport,
- Terapia centrada en soluciones: Steve de Shazer, Insoo Kim Berg, Harry Korman, Ben Furman Archivado el 28 de septiembre de 2017 en Wayback Machine.
- Narrativa: Michael White y David Epston

## Objetivos
Los principales objetivos de la terapia familiar son:
- la mejora del funcionamiento de la familia a diferentes niveles;
- el aumento de la comprensión mutua y el apoyo emocional entre los miembros de la misma;
- el desarrollo de estrategias de afrontamiento y habilidades de resolución de problemas ante diferentes dilemas y situaciones de la vida.

## Estructura de las sesiones
Una sesión de terapia familiar por lo general dura 60-90 minutos, los intervalos entre sesiones son de una a varias semanas, según los problemas presentados, las necesidades de los miembros de la familia, la fase del tratamiento y otras variables. Las decisiones sobre estos asuntos se negocian en colaboración con los clientes y con los otros profesionales implicados.
Aunque es difícil de estimar y difiere ampliamente, la duración media del tratamiento en terapia familiar oscila entre 6 y 20 sesiones. Los terapeutas familiares aspiran a trabajar en un modelo breve y pragmático como un medio de minimizar la dependencia del cliente o paciente en el proceso de ayuda profesional. Es muy habitual fijar inicialmente la duración del tratamiento en 10 sesiones.
En ocasiones los terapeutas familiares, puede elegir y proponer a la familia alternar sesiones con todos los miembros, o con sólo unos miembros (o inclusive individuales), sin perder por ello la visión integral de todo el sistema familiar en su conjunto. Hay ocasiones en las que los terapeutas sistémicos intervendrán en el contexto profesional y/o en las redes sociales de las familias en lugar de centrarse específicamente en la familia nuclear.

## Funciones
Las funciones más importantes de la terapia familiar: 
1. Resolución de conflictos:  El objetivo aquí es tanto dar resolución a viejos conflictos mediante tareas de mediación para que todas las partes involucradas en “peleas” pasadas puedan expresarse, perdonarse y llegar a acuerdos, como hacer que la familia aprenda nuevas maneras de gestionar los choques de intereses y las ocasionales críticas (que deben ser formuladas de manera constructiva y orientadas hacia el cambio de comportamientos concretos, no hacia el ataque a las personas).
2. Problemas en la crianza de un menor: Criar a un hijo o hija es una tarea compleja que puede dar lugar a tensiones, climas familiares enrarecidos por el estrés y la frustración, desacuerdos acerca de cómo educar al pequeño de la casa, etc. Por eso, muchas veces la terapia infantojuvenil es complementada con terapia familiar.
3. Intervención en casos de traumas vividos conjuntamente: Algunos traumas afectan a todos o buena parte de los miembros de la familia, y por eso, suele ser útil que parte de la intervención psicológica se realice de manera grupal. Es habitual recurrir a este tipo de terapia tras sucesos dolorosos relacionados con la muerte de un ser querido, un caso de maltrato, o tras una crisis por dificultades económicas severas.
4. Apoyo a familias de personas con enfermedades graves: Por otro lado, la terapia familiar también es de gran ayuda para dar apoyo a los familiares de pacientes con enfermedades graves tanto crónicas como en proceso de recuperación mediante un tratamiento. De este modo, se ayuda tanto a la persona que ha desarrollado esa patología, como a quienes sufren malestar por ver sufrir a esa persona y/o por el desgaste psicológico que genera cuidar de ella en el día a día.
5. Mejora en el flujo de comunicación de la familia: Finalmente, la terapia familiar también hace posible que las familias traten temas tabú, que todos habían estado intentando evitar. Ejemplos habituales: homosexualidad o identidad de género no cis de uno de los miembros, infidelidades, muerte de seres queridos, etc. Esto hace que sea posible abordar esos hechos con normalidad, dejando de hacer ver que no existen o que no se han dado, y que el clima familiar sea menos tenso por ello.[2]

## Beneficiarios
La terapia familiar y la práctica sistémica está especialmente indicada cuando el objetivo es mejorar la capacidad de los miembros de la familia para apoyarse mutuamente. Posibilitar que los miembros de la familia puedan usar más eficientemente sus recursos de apoyo puede ser vital para ayudarles a gestionar las fases de transición del desarrollo familiar o los acontecimientos vitales estresantes tales como una enfermedad grave o el fallecimiento de uno de sus miembros.
En general, cualquier situación o problema que afecte a las relaciones entre los miembros de la familia, su funcionamiento y su rol de apoyo, puede beneficiarse de la terapia familiar sistémica. Del mismo modo cualquier problema de un individuo que afecte sus relaciones familiares y sus contextos más amplios se beneficiaría de un enfoque sistémico. Involucrar a otros miembros de la familia de un individuo o de su red social en el tratamiento puede ayudar a evitar la patologización de ese individuo y también a abordar el problema de manera más eficaz.
La terapia familiar puede ser útil en tiempos de crisis y también con respecto a problemas de larga duración. También es efectiva para prevenir problemas como alteraciones del comportamiento, por ejemplo, la deriva hacia la delincuencia o en las crisis de salud mental. Algunas de las cuestiones o situaciones en que una familia podría beneficiarse de la terapia familiar se enumeran a continuación:
- problemas de salud, enfermedades físicas y crónicas, en particular;
- trastornos psicosomáticos;
- salud mental infantil y de adolescentes;
- salud mental para adultos;
- dificultades psicosexuales;
- abuso de alcohol y de otras sustancias;
- problemas matrimoniales incluida la separación y el divorcio;
- acogimiento familiar, adopción y otras cuestiones relacionadas con el ciclo vital familiar y las etapas de transición;
- promoción de habilidades parentales y mejora del funcionamiento familiar;
- experiencias traumáticas, la pérdida y el duelo;
- la alteración de la vida familiar debido a conflictos sociales, políticos y religiosos.